# Benjy Dotti
 (juillet 2010).
Si vous disposez d'ouvrages ou d'articles de référence ou si vous connaissez des sites web de qualité traitant du thème abordé ici, merci de compléter l'article en donnant les références utiles à sa vérifiabilité et en les liant à la section « Notes et références ».
 (février 2025).
Pour les articles homonymes, voir Dotti.
Benjy Dotti est un imitateur, humoriste et chroniqueur français.

## Biographie
Passionné depuis sa plus tendre enfance par le spectacle, Benjy Dotti grandit et apprend un métier dans l’alimentaire, de café théâtre, en cabarets, testant chaque voix, chaque vanne, il fait un jour une rencontre décisive avec le regretté Ticky Holgado qui devient son « parrain » de métier et son conseiller artistique…Il plaque son métier « alimentaire » et tout s’accélère, Benjy Dotti se produit à Paris au Palais des Glaces, Théâtre le Triomphe, puis le Théâtre le Temple pendant 4 mois.

## Carrière
Il enchaine des Chroniques à la TV dans l’émission « Les Grands du rire » sur France 3 au côté d’Yves Lecoq, devient aussi chroniqueur à la radio sur Rire et Chansons au côté de Mathieu Madenian, Yves Pujol, Alil Vardar , mais aussi animateur avec Pascal Sellem sur la web radio de Cauet. Il intervient également dans le GRAND JOURNAL de CANAL+ , sur TF1 , France 2 , NRJ 12 , Paris Première ou encore D8, en s’illustrant dans des émissions, plateaux d’humour ou des magazines.
Il est sacré meilleur imitateur par la Presse et le Public au festival International des Imitateurs en Belgique, ou il remporte les deux prix (du jamais vu en 17 ans d’existence du festival).
Au départ de Ticky Holgado, C’est Jean-Marie Bigard qui reprend le rôle de parrain et entoure Benjy Dotti de conseils artistiques et lui fait part de son expérience.
Riche de cet entourage et expériences de travail avec Ticky Holgado, Jean-Marie Bigard, Pascal Sellem, Ambroise Michel, Cyril Etesse, Benjy s’entoure en plus d’un nouvel élément Pascal Argence (auteur pour Anne Roumanoff, Warner Bros, France 2...) pour créer un nouveau spectacle, à la fois inscrit dans la tradition du Music- hall, rendant hommage aux grandes voix et grandes personnalités, mais aussi un modernisme 2.0 utilisant l’outil vidéo pour détourner l’actu dans un spectacle à la façon d’un late Show à l’américaine, mêlant Stand-Up, Actu et Voix, Benjy Dotti est un humoriste / Imitateur résolument moderne mais surtout drôle !
Lors de la semaine Lundi 28 aout au vendredi 1er septembre 2017, il est candidat à l'émission Un dîner presque parfait, ayant pour le thème la seconde chance, où il participe aux côtés de plusieurs personnalités telles que : Brigitte Bourban comédienne, Gyselle Soares, Quentin Dehar et Carisse,.

## Spectacles
- Caricatures
- The Late Comic Show (tournée en cours et à l'affiche à L'Alhambra

## Passages TV
- Un dîner presque parfait (2017)

Les Années bonheur (france 2)
Cauet
Le grand journal canal plus 
Tpmp c8

## Liens
- Site personnel